# Oratorio di Santa Croce (Cascina)
L'oratorio di Santa Croce si trova a Cascina.

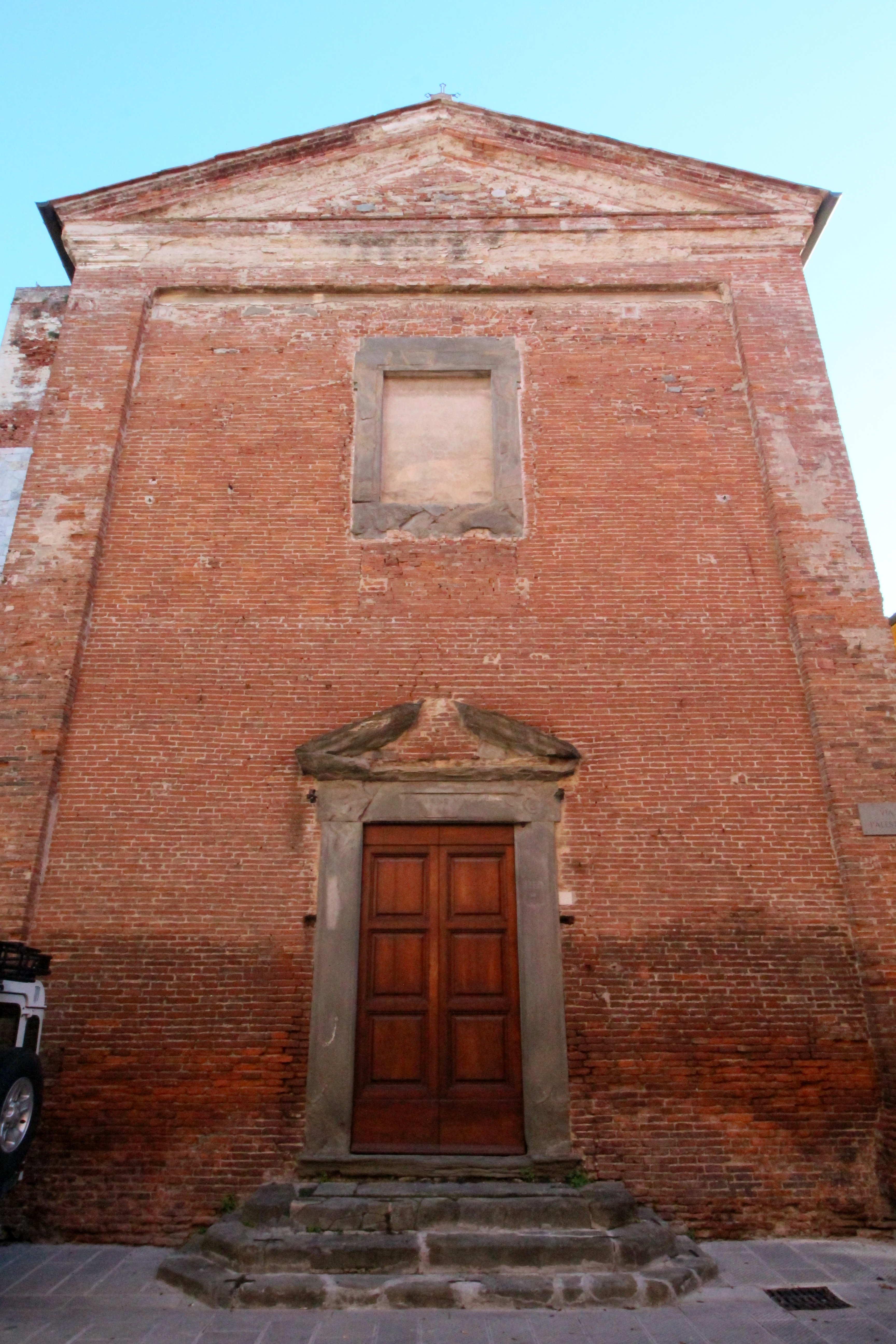
Facciata di Santa Croce

L'oratorio fu edificato nel XVII secolo come sede della Compagnia della Santa Croce, e fu ristrutturato nelle forme attuali nel Settecento quando divenne il battistero della pieve (1785).
All'interno sono conservati altari, decorazioni in stucco e dipinti del XVIII secolo. Oggi è in uso alla Compagnia della Misericordia.